# Vysokogorskij rajon
Il Vysokogorskij rajon (in russo Высокогорский район?, in tataro: Биекта́у районы́) è un municipal'nyj rajon della Repubblica Autonoma del Tatarstan, in Russia. Istituito il 10 febbraio 1935, occupa una superficie di 1701,2 chilometri quadrati, conta 56 047 abitanti ed è suddiviso in 25 comuni rurali. Il centro amministrativo è il villaggio di Vysokaja Gora. I maggiori fiumi del distretto sono: Ilet' e Kazanka.